# جوديت فيتوكايتس
جوديت فيتوكايتس (29 أغسطس 1940 - 19 أكتوبر 2018)، عالمة غدد أمريكية متخصصة في علم الغدد الإنجابية وباحثة سريرية لعبت دوراً رئيسياً في تطوير اختبار كيميائي حيوي في أوائل السبعينيات أصبح هو الأساس في اختبار الحمل المنزلي الموجود حالياً والمنتشر على نطاق واسع حول العالم، عملت جوديت لمدة 12 عاماً كمديرة للمركز القومي الأمريكي للموارد البحثية (NCRR) التابع للمعاهد الوطنية الأمريكية للصحة العامة (NIH).

## التعليم والأبحاث الأولى
ولدت فيتوكايتس في هارتفورد - كونيتيكت، وهناك بدأت تحصيلها العلمي وحصلت على بكالوريوس في الكيمياء والبيولوجيا من جامعة تافتس عام 1962 ، وحصلت على درجة الماجستير في عام 1966 من كلية الطب بجامعة بوسطن ، وأكملت تدريبها السريري في مستشفى بلفيو في نيويورك.
في عام 1970 بدأت جوديت فيتوكايتس عملها في المعاهد الوطنية للصحة كباحثة في مرحلة ما بعد الدكتوراة بهدف دراسة موجهة الغدد التناسلية المشيمية البشرية hCG ، وهو هرمون جنسي يُفرزه الجسم بشكل طبيعي وتفرزه أيضاً بعض الأورام الخبيثة، عملت جوديت في المعهد القومي للسرطان التابع للمعاهد الوطنية للصحة، ثم تابعت تدريبها بعد الدكتوراه في فرع أبحاث الإنجاب في معهد يونيس كينيدي شرايفر الوطني لصحة الطفل.
عملت فيتوكايتس خلال تلك الفترة مع باحثٍ آخر في المعهد هو غلين برونشتاين لإيجاد تقنيات جديدة دقيقة للكشف عن المستويات المرتفعة من هرمون موجهة الغدد التناسلية المشيمية البشرية في الجسم كوسيلة لتشخيص بعض أنواع السرطان  ، ونظراً لكون هذا الهرمون يفرز بشكل طبيعي أثناء الحمل أيضاً فقد أدرك الباحثون أنَّ الاختبار الذي طوَّروه قد يكون قادراً أيضاً على اكتشاف الحمل في مرحلة مبكرة  ، وفي عام 1972 نشر برونشتاين وفيتوكايتس والمشرف غريف روس ورقة بحثية تصف اختباراً جديداً للكشف هرمون موجهة الغدد التناسلية المشيمية البشرية كانت طريقتهم هذه أكثر حساسية ودقة بكثير من جميع الاختبارات وطرق الكشف السابقة وأصبحت هي الأساس لأول اختبار حمل منزلي والذي دخل الأسوق عام 1978.
أصبحت فيتوكايتس بعد هذا الإنجاز واحدة من أهم الباحثين في المعهد القومي للعلوم والتكنولوجيا، وغادرت المعاهد الوطنية للصحة عام 1974 وعادت إلى كلية الطب بجامعة بوسطن.

## الأبحاث السريرية وأدوار القيادة
أصبحت فيتوكايتس أستاذة للطب في جامعة بوسطن، وترأست قسم أمراض الغدد الصم في مستشفى مدينة بوسطن  ، وهناك بالإضافة إلى التدريس أجرت فيتوكايتس أبحاثاً سريرية حول الغدد الصماء التناسلية، وتركزت أبحاثها الأساسية على الآليات التي تتحكم في العمل الهرموني والاستقلاب الغذائي على المستوى الخلوي ، كانت فيتوكايتس تجري دراساتها السريرية في مركز الأبحاث السريرية العام (GCRC) في جامعة بوسطن والممول من قبل المعاهد الوطنية للصحة العامة حيث شغلت منصب المدير المشارك للمركز بين أعوام 1975 إلى 1977، ومديرة عامة بين الأعوام 1977 إلى 1986.
عادت فيتوكايتس في عام 1986 إلى المعاهد الوطنية للصحة كمديرة لبرنامج مراكز البحوث السريرية العامة، وفي ذلك الوقت كان البرنامج عبارةً عن شبكة وطنية تضم أكثر من 70 مركزاً متخصصاً ضمن المستشفيات التعليمية الكبرى بحيث يوفر كل مركز بيئة جيدة التجهيز للأطباء لإجراء البحوث الطبية السريرية
، تضاعفت ميزانية المركز تحت قيادة فيتوكايتس بمقدار أربعة أضعاف تقريباً، وتوسَّعت البرامج لتشمل مجموعة واسعة من موارد البحوث المتطورة والتقنيات الحديثة والنماذج البيولوجية المهمة للأمراض البشرية ، وبتوجيهاتها ساعد المركز في توسيع فرص التدريب والتوجيه للعلماء والباحثين والأطباء، بالإضافة لتوسيع نطاق الخدمات والتكنولوجية المستخدمة ، وأنشأت فيتوكايتس ثلاثة مختبرات وطنية لأبحاث الجينات، وأنشأت أيضاً برنامج جائزة المعهد للتطوير المؤسسي، ووسّعت التوزيع الجغرافي لتمويل المعاهد الوطنية للصحة للبحوث الطبية الحيوية والسلوكية.
أصبحت فيتوكايتس في آذار مارس عام 2005 مستشارةً لمدير المعاهد الوطنية الصحية وتقاعدت بعد فترة قصيرة، وتوفيت في 19 تشرين الثاني أكتوبر عام 2018.

## اختبار الحمل
يهدف تحليل الحمل لتحديد إذا ما كانت الأنثى حاملاً أو لا، والفكرة العامة لهذه الاختبارات هي قياس هرمون موجهة الغدد التناسلية البشرية HCG في الدم أو البول، لأنَّ مستويات هذا الهرمون ترتفع بسرعة خلال الأسابيع القليلة الأولى للحمل وتبلغ ذروتها خلال الأسبوع العاشر.
عملت جوديت فيتوكايتس مع غلين برونشتاين لإيجاد تقنيات جديدة دقيقة للكشف عن المستويات المرتفعة من هرمون موجهة الغدد التناسلية المشيمية البشرية في الجسم كوسيلة لتشخيص بعض أنواع السرطان، وأدرك الباحثان أنَّ الاختبار الذي طوَّروه قد يكون قادراً أيضاً على اكتشاف الحمل في مرحلة مبكرة، وبالفعل أصبح هو الأساس لأول اختبار حمل منزلي تمَّ اعتماده ونشره في الأسواق على نطاق واسع اعتباراً من العام 1978.
تبحث الاختبارات الكيميائية الحديثة للحمل عن الوحدة بيتا من موجهة الغدد التناسلية المشيمية البشرية (hCG) في الدم أو البول، ويمكن اكتشاف هذا الهرمون في البول أو الدم بعد الإخصاب بحوالي ستة إلى اثني عشر يوماً، وقد أظهرت مراجعة منهجية نشرت في عام 1998 أنَّ اختبارات الحمل المنزلية تكون دقيقة بشكل كبير مشابه للتحاليل المخبرية عند استخدامها من قبل الأشخاص ذوي الخبرة وتصل هذه الدقة لنحو 98% أما عند استخدامها من قبل عامة الناس فتصل الدقة لنحو 75% تقريباً، وترتبط دقة اختبار الحمل ارتباطاً وثيقًا بيوم الإباضة وليس بالتلقيح الذي تسبب في الحمل، وأهم أسباب الإيجابية الكاذبة للاختبار: أخطاء في طريقة تطبيق الاختبار، استخدام الأدوية التي تحتوي على هرمون موجهة الغدد التناسلية البشرية، أو أدوية أخرى مثل الكلوربرومازين والفينوثيازين والميثادون، كما إنَّ بعض أمراض الكبد وبعض الأورام الخبيثة السرطانات قد ينتج عنها ارتفاع هام في مستويات هذا الهرمون.

## الجوائز والتكريمات
- جائزة الخريج المتميز من جامعة بوسطن 1983
- انتخبت كزميل في المعهد القومي الأمريكي للطب 1996